# Webus
Webus是香港一個WiFi無線互聯網服務品牌，由新巴、城巴及Buspak共同開發，提供免費WiFi無線上網服務給予巴士上的乘客，並同時作為一個新的廣告途徑。網絡服務供應商是CSL 1010。

## 歷史
於2008年11月17日，新巴、城巴及Buspak為配合Sony Ericsson G705 WiFi手機的廣告，於十輛配有該品牌主題巴士上增設WiFi免費無線上網設備，成為全港首間提供巴士免費無線上網的巴士公司。
及至2009年7月，戶外媒體代理商Buspak將該服務命名為「Webus」，作為旗下品牌並加以推廣，可供上網的巴士車隊遂由10輛增加至30輛。同年12月，由於反應熱烈，該車隊再度擴充至78輛。
2010年5月，Webus進一步加強服務，其車隊增加到100輛，並且以「Webus & 100 webus」為主題推出一連串慶祝及推廣活動。同年10月，Webus更加擴展到城巴機場快線Cityflyer，以「WiFi-Enabled」作為品牌，於往返機場的旅途上為本地及外地遊客提供免費上網服務。
2011年7月，Webus推出Webus App以提供多元化的服務供用家使用，包括: 潮流資訊﹑巴士路線搜查﹑Facebook專頁﹑換領禮物遊戲等......使市民無論在車上或車外都可以享用及緊貼最新的潮流資訊。Webus App 現已登陸至iPhone （页面存档备份，存于）平台及Google Play （页面存档备份，存于）平台。
2012年6月，Webus車隊增加到300輛，並推出一連串的宣傳活動，包括巴士車身廣告、大型户外廣告板、印刷廣告及Check-in 遊戲“Webus Check-in路路賞”，提供300份至潮禮品給Webus 會員。

## 已安裝車隊
截至2012年6月，已經有超過300輛巴士裝上WiFi設備，服務港島、九龍和北大嶼山主要區域，其中城巴機場快線大約有75輛（包括8000-8038、8205-8207），Webus並為此推出抽獎活動。
直至目前，城巴機場快線車隊約有75輛巴士裝上WiFi設備，服務範圍主要連接機場和市區。

## 利用狀況
由最初推出WiFi服務起到2010年5月計，累積使用人次已超過三十萬，並有超過100個品牌使用Webus作為宣傳媒介一部分。 於2011年5月起，機場巴士路線設了高清頻道，涵蓋三大主要內容，分別是電影預告，時裝及生活資訊，豐富市民的乘車體驗。
Webus除了為乘客提供各種各樣的宣傳活動資訊外更經常為乘客提供不同的獨家優惠及遊戲活動:如贈送電影換領証﹑演唱會門票﹑現金禮券及"Webus復活淘兔嬴大獎"等。
此外，Webus現已擴展至Facebook （页面存档备份，存于），iPhone App （页面存档备份，存于）及Google Play （页面存档备份，存于）的平台上。公眾可以透過不同的渠道去獲得Webus的最新資訊。
直至2012年4月，Webus累積使用人次已超過310萬，Webus App 累積下載人次達到4萬9千次。為慶祝Webus增至 300輛，Webus會推出全新版面及資訊給乘客及Webus用戶，包括邀請有名的旅遊專欄作家項明生先生分享他的旅遊歷險，以及加入2個全新專區「WebPet」及「國家地理頻道」。
由於服務合約期屆滿關係，Webus為新巴、城巴的乘客提供的免費無線上網服務，由2015年7月1日0時起減至60部「互動巴士」。Webus App不受影響，維持正常運作。原Webus其餘240部巴士之免費無線上網服務，則改由新代理德高展域管理的Wifi Bus提供。

## 外部連結
- Facebook：Webus HK 專頁 （页面存档备份，存于）
- Buspak就Webus App 的介紹 (英文)